# Lionel Shriver

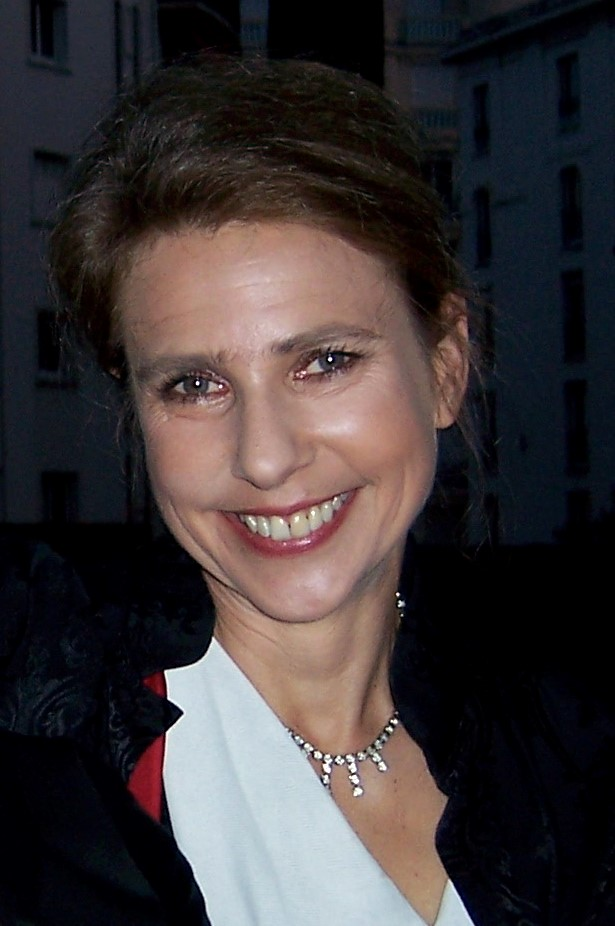
Lionel Shriver, 2011

Lionel Shriver (* 18. Mai 1957 in Gastonia, North Carolina) ist eine US-amerikanische Schriftstellerin und Journalistin. Bekannt wurde sie vor allem durch ihren achten Roman We need to talk about Kevin, der 2005 mit dem Orange Prize for Fiction  ausgezeichnet und 2011 mit Tilda Swinton in der Hauptrolle verfilmt wurde.

## Leben
Lionel Shriver wurde unter dem Namen Margaret Ann Shriver geboren. Ihre Familie war ausgeprägt religiös, ihr Vater ein presbyterianischer Pfarrer. Im Alter von 15 Jahren änderte Shriver ihren Vornamen informell zu Lionel. Sie war der Ansicht, dass ihr weiblicher Vorname Margaret Ann nicht zu ihr passen würde. Sie wählte den eigentlich männlichen Vornamen Lionel, weil er aus ihrer Sicht für sie als Wildfang gut passen würde.
Shriver besuchte nach ihrem Schulabschluss das Barnard College sowie die Columbia University und erwarb dort zuerst den BA und dann den MFA. Sie hat zeitweise in Nairobi, Bangkok und Belfast gelebt. Zurzeit lebt sie in London. Sie ist mit dem Jazz-Schlagzeuger Jeff Williams verheiratet.

## Werk
Shriver hatte bereits sieben Romane geschrieben, von denen sie für sechs einen Verlag fand, bevor sie mit dem Roman We Need to Talk About Kevin ihren großen Durchbruch erlebte. Sie selbst sagte, dass für sie nach Jahren beruflicher Enttäuschungen, in denen ihr jegliche Anerkennung verwehrt blieb, dies der letzte Versuch gewesen sei. 2005 gewann sie dann den Orange Prize for Fiction für We Need to Talk About Kevin, einen Roman, der gleichzeitig Thriller ist und Studie über mütterliche Ambivalenz und deren Rolle beim Amoklauf eines Sohns, in dessen Folge neun Menschen starben.
Shriver schreibt auch als Journalistin für Zeitungen und Zeitschriften wie The Wall Street Journal, die Financial Times, The New York Times, The Economist sowie für das Programm Talkback von Radio Ulster in Belfast. Von 2005 bis 2015 schrieb sie eine Kolumne für die britische Zeitung Guardian über Themen wie die Rolle von Müttern in westlichen Gesellschaften, die britische Regierungspolitik oder die Bedeutung von Büchereien für die Gesellschaft. Befragt, warum sie über einen Roman über einen amoklaufenden Teenager und das Verhältnis zu seiner Mutter schrieb, sagte sie:

„Ich werde oft gefragt, ob irgendetwas besonderes passiert sei, als ich ... Kevin schrieb; ob ich irgendeine Erleuchtung oder ein Erlebnis hatte, das alles verändert hatte? Tatsache ist, dass ... Kevin zu meinen anderen Arbeiten passt. Es gibt nichts, was  an ... Kevin besonders ist. Es behandelt lediglich ein Thema, das reif für eine Auseinandersetzung war und durch ein Wunder ein Lesepublikum fand.“

Shrivers dreizehnter Roman The Mandibles: A Family, 2029 - 2047 (2016, dt. Eine amerikanische Familie, 2018) brachte ihr Vorwürfe wegen Rassismus und Kultureller Aneignung ein, die sie bei einer Rede beim Brisbane Writers Festival 2016 zurückwies.

## Romane
- The Female of the Species (1986)
- Checker and the Derailleurs (1987)
- The Bleeding Heart (1990)
- Ordinary Decent Criminals (1992)
- Game Control (1994)
- A Perfectly Good Family (1996)
- Double Fault (1997)
- We Need to Talk About Kevin (2003)
  - Wir müssen über Kevin reden, dt. von Christine Frick-Gerke und Gesine Strempel; List, Berlin 2006, ISBN 978-3-471-78679-6.
- The Post-Birthday World (2007)
  - Liebespaarungen, dt. von Monika Schmalz; Piper, München/Zürich 2009, ISBN 978-3-492-05096-8.
- So Much for That (2010)
  - Dieses Leben, das wir haben, dt. von Monika Schmalz; Piper, München/Zürich 2011, ISBN 978-3-492-05441-6.
- The New Republic (2012)
- Big Brother: A Novel (2013)
  - Großer Bruder, dt. von Susanne Hornfeck; Piper, München/Zürich 2014, ISBN 978-3-492-30674-4.
- The Mandibles: A Family, 2029 - 2047 (2016)
  - Eine amerikanische Familie; dt. von Werner Löcher-Lawrence, Piper, München 2018, ISBN 978-3-492-05821-6.
- The Standing Chandlier (2017)
- Property (2018)
- The Motion of the Body Through Space (2020)
  - Die Letzten werden die Ersten sein, Piper, München 2022, ISBN 978-3-492-07111-6.
- Should We Stay or Should We Go (2021)
  - Lass uns doch noch etwas bleiben, Piper, München 2024, ISBN 978-3-492-05933-6.
- Mania (2024)

## Einzelbelege
1. ↑  Panellist. Lionel Shriver. ABC.net. Abgerufen am 9. Februar 2018.
2. ↑  Lionel Shriver. Novellist (PDF) (Memento vom 4. März 2016 im Internet Archive).
3. ↑  Lionel Shriver beim Verlag HarperCollins. Abgerufen am 9. Februar 2018.
4. ↑  The Guardian column (Memento vom 10. März 2007 im Internet Archive)
5. ↑  Tara Brady: Talking about Kevin. The Irish Times. 21. Oktober 2011, abgerufen am 9. Februar 2018.
6. ↑  Lionel Shriver's full speech: 'I hope the concept of cultural appropriation is a passing fad'. The Guardian. 13. September 2016, abgerufen am 9. Februar 2018.

| Personendaten    | Personendaten                                      |
| ---------------- | -------------------------------------------------- |
| NAME             | Shriver, Lionel                                    |
| ALTERNATIVNAMEN  | Shriver, Margaret Ann                              |
| KURZBESCHREIBUNG | US-amerikanische Schriftstellerin und Journalistin |
| GEBURTSDATUM     | 18. Mai 1957                                       |
| GEBURTSORT       | Gastonia, North Carolina                           |